# Lennart Allkemper
Lennart Allkemper (* 24. Dezember 1992 in Gladbeck) ist ein deutscher Jazzmusiker (Tenor- und Sopransaxophon, auch Klarinette, Bassklarinette, Baritonsaxophon, Flöte, Komposition).

## Leben und Wirken
Allkemper lernte im Alter von sechs Jahren zunächst Blockflöte, entdeckte aber bald das Saxophon, auf dem er mit acht Jahren Unterricht erhielt. Bereits mit zwölf Jahren gewann er beim Landeswettbewerb Jugend jazzt in der Solistenwertung den 1. Preis auf dem Altsaxophon, dem nach dem Wechsel aufs Tenorsaxophon zwei weitere 1. Preise folgten. Mit 15 Jahren wurde er Mitglied im Jugendjazzorchester NRW. Vom Oktober 2008 bis Januar 2011 studierte er an der Folkwang Universität der Künste als Jungstudent. Das reguläre Studium nahm er nach dem Abitur am Josef-Albers-Gymnasium Bottrop im Oktober 2012 an der Hochschule für Musik und Tanz Köln bei Wolfgang Engstfeld und Claudius Valk auf. Nach einem Auslandssemester am Conservatorium van Amsterdam bei Joris Roelofs und Jasper Blom schloss er 2017 mit Bestnote ab. Neben dem Studium gehörte er von 2012 bis 2014 zum Bundesjazzorchester.
Allkemper wirkte als Vertretung in der WDR Big Band und der hr-Bigband und trat mit Musikern wie Ron Carter, Vince Mendoza, Peter Erskine, Kurt Elling, Dave Liebman, Bob Mintzer, Joshua Redman, Bob Malach, Fred Hersch, Dick Oatts, Chris Potter und Richie Beirach auf. 2019 startete er seine eigene Jazzreihe „BTTRP JZZ – die unaussprechliche Jazzreihe“ in der Kulturkirche Bottrop. Mit seinem Quartett, zu dem Billy Test, Stefan Rey und Niklas Walter gehören, legte er 2024 das Album Awakening mit eigenen Kompositionen und seiner Version des Steigerliedes vor. Er spielte unter anderem auf dem North Sea Jazz Festival, Gent Jazz Festival, Moers Festival, Jazzfest Bonn, Jazzfest Groznjan, Saint Louis Jazz und Imatra Bigband Festival. 
Zudem tourte Allkemper mit den Fantastischen Vier 2022 durch Deutschland, Österreich und die Schweiz, spielte mit Nina Chuba bei der Verleihung der 1 Live Krone und gehörte zu den Hausbands der Fernseh-Shows Täglich frisch geröstet und TV Total. Er ist auch auf Alben von Gabriel Pérez, Essen Jazz Orchestra, Solomons Kosmos, Die Fantastischen Vier, Giant Rooks, Jakob Helling, Jonas Kaufmann, Florian Ross und Jean Cammas zu hören. Außerdem unterrichtet er Saxophon, Flöte und Klarinette in St. Augustin und Köln.
2016 wurde Allkemper Kulturpreisträger in Bottrop.